# Vilajet Jemen

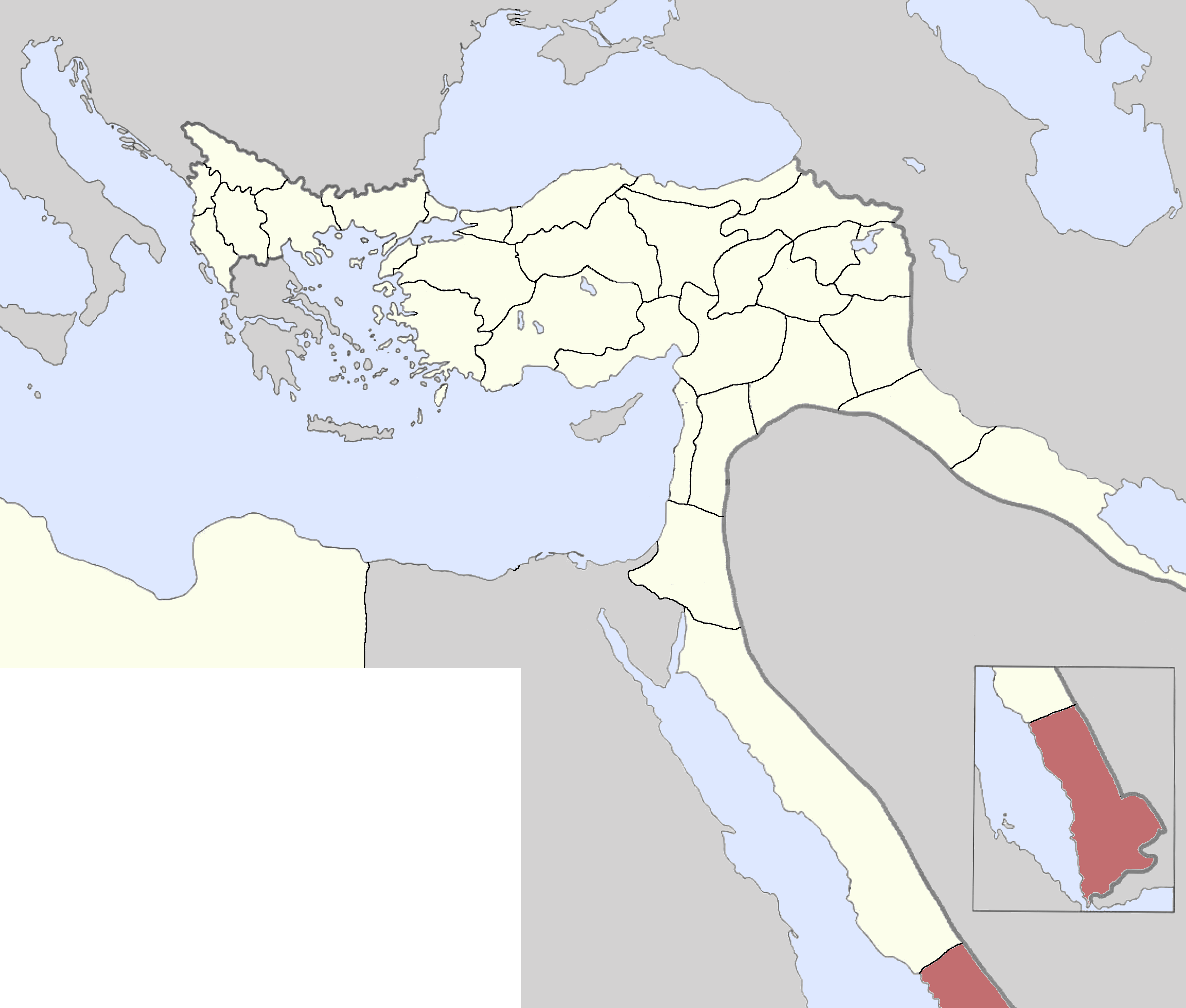
Vilajet Jemen in het rood.

Vilajet Jemen was een bestuurlijke divisie (vilayet) op het hoogste niveau in het Ottomaanse Rijk. Begin 20e eeuw werd een oppervlakte van 200.000 vierkante kilometer geschat. Volgens de Ottomaanse volkstelling van 1885 bedroeg de bevolking 2,5 miljoen.
Globaal gesproken wordt het gebied begrensd door de 20e breedtegraad van noord naar noord, door het Brits Protectoraat Aden (Zuid-Jemen) in het zuiden, door de Rode Zee in het westen en door de 45e meridiaan oost naar het oosten. De zuidelijke grens werd bepaald door de Anglo-Turkse Grenscommissie van 1902-1905, terwijl de oostelijke grens onduidelijk bleef.